# Estación de Villanueva y Geltrú
Villanueva y Geltrú (oficialmente y en catalán Vilanova i la Geltrú) es una estación ferroviaria situada en el municipio español del mismo nombre en la provincia de Barcelona, en la comunidad autónoma de Cataluña. Dispone de amplios servicios de Media Distancia. Forma parte también de la línea R2 Sur de Cercanías Barcelona. 

## Situación ferroviaria
La estación se encuentra en el punto kilométrico 636,2 de la línea férrea de ancho ibérico que une Madrid con Barcelona a 10 metros de altitud. El tramo es de vía doble y está electrificado. 

## Historia
La estación fue inaugurada el 29 de diciembre de 1881 con la apertura del tramo Barcelona - Villanueva y Geltrú de la línea férrea que buscaba unir Barcelona con Picamoixons-Valls. Para ello se constituyó, como era práctica habitual una compañía a tal efecto que respondía al nombre de Compañía del Ferrocarril de Valls a Villanueva y Barcelona. En 1881, la titular de la concesión cambió su nombre a compañía de los Ferrocarriles Directos de Madrid y Zaragoza a Barcelona persiguiendo con ello retos mayores que finalmente no logró alcanzar ya que acabó absorbida por la Compañía de los ferrocarriles de Tarragona a Barcelona y Francia o TBF en 1886. Esta a su vez acabó en manos de la gran rival de Norte, MZA, en 1898. MZA mantuvo la gestión de la estación hasta que en 1941 se produjo la nacionalización del ferrocarril en España y todas las compañías existentes pasaron a integrarse en la recién creada RENFE. 
En la década de los 90 se modificó el trazado de las vías para suavizar la curvatura de las mismas aumentando la velocidad de los trenes pasantes. Esto llevó a remodelar también los andenes.
Desde el 31 de diciembre de 2004 Renfe Operadora explota la línea mientras que Adif es la titular de las instalaciones ferroviarias.

## La estación

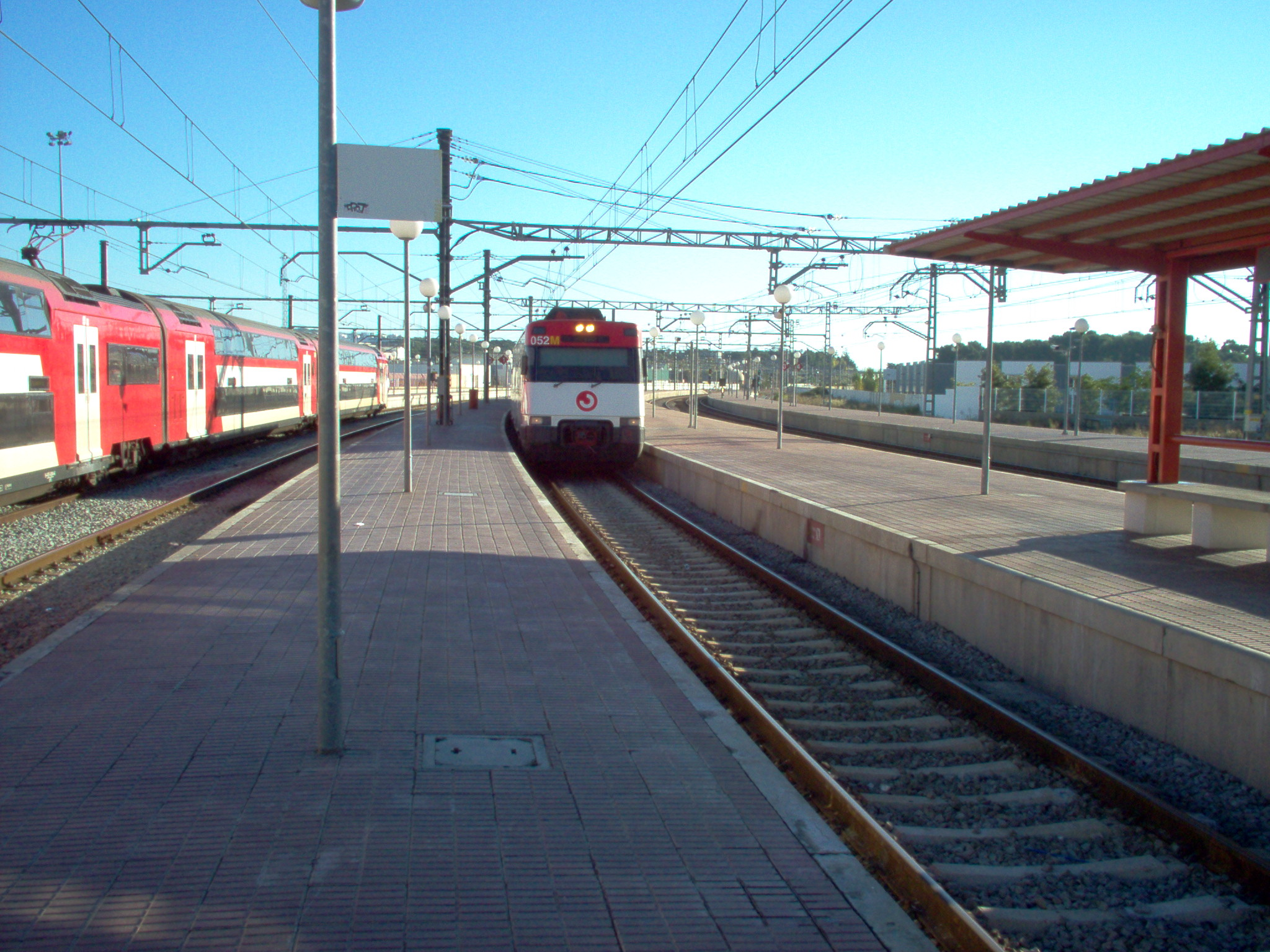
Vista de los andenes

El edificio para viajeros, catalogado como Bien Cultural de Interés Local por la Generalidad de Cataluña, es una amplia estructura, de estilo ecléctico y disposición lateral a las vías formada por un pabellón central de 3 pisos, dos anexos laterales de menor altura y dos torres en ambos extremos de la misma altura que el bloque central. Dispone de dos vías principales (vías 2 y 3) y de seis vías derivadas de las cuales dos son pasantes (vías 2 y 4) y otras cuatro donde, o bien se quedan parados los trenes sin servicio y/o desde donde parten los trenes procedentes de Vilanova destino a la Estación de Francia y viceversa (vías 10, 11, 12 y 13). Cinco andenes dan acceso a las vías. 
Cuenta venta de billetes, sala de espera, cafetería, aparcamiento y conexión con la red de autobuses incluyendo autobuses nocturnos ya que la línea N30 del servicio Mon-Bus, la enlaza con otros municipios del Garraf, Villafranca del Panadés, y en Barcelona en la plaza de Cataluña y en la plaza de España.
Junto a ella existe un pequeño museo del ferrocarril similar al existente en Madrid en la antigua estación de las Delicias ubicado en el antiguo depósito de locomotoras.

## Servicios ferroviarios

### Larga Distancia
El último tren de Larga Distancia en parar en esta estación fue el tren Torre del Oro Barcelona-Sevilla. Desde agosto de 2020 el tren circula por la línea de alta velocidad, quedando esta estación sin servicios de Larga Distancia.

### Media Distancia
Su situación estratégica al sur de Barcelona hace que Renfe opere en la estación gracias a sus servicios de Media Distancia un gran número de trenes que enlazan con las principales ciudades de Cataluña, a excepción de Gerona, con Aragón y con el Levante. Los trenes utilizados, según los trayectos pueden ser tanto Regionales o Regional Exprés. 

### Cercanías
Forma parte de la línea R2 sur de Cercanías Barcelona operada por Renfe Operadora.
A pesar de ser una de las tres terminales de la R2 sur, junto con San Vicente de Calders y Barcelona-Estación de Francia, los primeros y últimos trenes del día van y proceden de Granollers Centro, Massanet-Massanas y/o San Celoni, terminando estos servicios en Villanueva o en San Vicente, parando en ambos casos en todas las paradas. 
| << cabecera                    | < estación | línea | estación > | cabecera >>                   |
| ------------------------------ | ---------- | ----- | ---------- | ----------------------------- |
| Rodalies de Catalunya de Renfe |            |       |            |                               |
| terminal                       | terminal   |       | Sitges     | Barcelona-Estación de Francia |
| San Vicente de Calders         | Cubellas   |       | Sitges     | Barcelona-Estación de Francia |